# Легка атлетика на літніх Олімпійських іграх 2008 — штовхання ядра (чоловіки)
Змагання зі штовхання ядра серед чоловіків на літніх Олімпійських іграх 2008 року у Пекіні проходили 15 серпня на Пекінському національному стадіоні.

## Медалісти
| Золото                   | Срібло                  | Бронза                     |
| Томаш Маєвський · Польща | Крістіан Кентвелл · США | Андрій Міхневич · Білорусь |

## Кваліфікація учасників
Національний олімпійський комітет (НОК) кожної країни мав право заявити для участі у змаганнях не більше трьох спортсменів, які виконали норматив А (20,30 м) у кваліфікаційний період з 1 січня 2007 року по 23 липня 2008 року. Також НОК міг заявити не більше одного спортсмена з тих, хто виконав норматив В (19,80 м) за той же період. Кваліфікаційні нормативи були встановлені ІААФ.

## Рекорди
Дані наведені на початок Олімпійських ігор. 
| Світовий рекорд     | Ренді Барнс (США)    | 23,12 м | Лос-Анжелес (США)     | 20 травня 1990 року  |
| Олімпійський рекорд | Ульф Тіммерман (НДР) | 22,47 м | Сеул (Південна Корея) | 23 вересня 1988 року |

За підсумками змагань обидва рекорди залишилися незмінними.

## Змагання
Для потрапляння у фінал спортсменам необхідно у кваліфікації показати результат не гірший за 20,40 м. У фінал потрапляють мінімум 12 атлетів. Якщо кількість атлетів, що виконали кваліфікацію, більша, то у фінал потрапляють всі спортсмени, що виконали кваліфікацію. У тому випадку, якщо кількість спортсменів, що виконали кваліфікацію, менш як 12, то відбір у фінал відбувається за найкращим результатом.
Результати вказані в метрах. Також використані такі скорочення:
- Q — виконаний кваліфікаційний норматив
- q — кваліфікований за найкращим результатом серед тих, хто не виконав кваліфікаційний норматив
- DNS — не стартував
- SB — найкращий результат у сезоні
- PB — найкращий результат у кар'єрі
- NR — національний рекорд
- NM — немає жодної залікової спроби
- Х — заступ

### Кваліфікація
| Місце | Спортсмен              | 1     | 2     | 3     | Результат | Примітки |
| ----- | ---------------------- | ----- | ----- | ----- | --------- | -------- |
| 1.    | Томаш Маєвський (POL)  | 21,04 | —     | —     | 21,04     | Q, PB    |
| 2.    | Крістіан Кентвелл      | 20,11 | 20,48 | —     | 20,48     | Q        |
| 3.    | Ділан Армстронг        | 20,43 | —     | —     | 20,43     | Q        |
| 4.    | Різ Хоффа              | 20,41 | —     | —     | 20,41     | Q        |
| 5.    | Павло Софіїним         | 20,29 | x     | x     | 20,29     | q        |
| 6.    | Юрій Бєлов             | x     | 20,12 | 19,87 | 20,12     | q        |
| 7.    | Андрій Семенов         | 18,95 | 19,59 | 20,01 | 20,01     |          |
| 8.    | Хамза Алич             | 19,33 | 19,48 | 19,87 | 19,87     |          |
| 9.    | Антон Любославській    | 19,14 | x     | 19,87 | 19,87     |          |
| 10.   | Скотт Мартін           | 19,75 | x     | x     | 19,75     |          |
| 11.   | Йоахім Олсен           | 19,62 | 19,69 | 19,74 | 19,74     | SB       |
| 12.   | Карлос Веліс           | 19,58 | 19,25 | 19,16 | 19,58     |          |
| 13.   | Маріс Уртанс           | 18,78 | 19,57 | 19,34 | 19,57     |          |
| 14.   | Мілан Габорак          | x     | 19,32 | x     | 19,32     |          |
| 15.   | Херман Лауро           | 19,07 | x     | 18,96 | 19,07     |          |
| 16.   | Азмір Коласінак        | 18,32 | x     | 19,01 | 19,01     |          |
| 17.   | Лайош Імре Курті       | 18,38 | х     | 18,74 | 18,74     |          |
| 18.   | Михайло Стаматогіанніс | х     | 18,45 | 18,30 | 18,45     |          |
| 19.   | Марко Верні            | х     | 17,96 | х     | 17,96     |          |
|       | Роберт Хоггблом        | x     | х     | x     | NM        |          |
|       | Георгій Іванов         | х     | x     | х     | NM        |          |
|       | Ральф Бартельс         |       |       |       | DNS       |          |

| Місце | Спортсмен                 | 1     | 2     | 3     | Результат | Примітки |
| ----- | ------------------------- | ----- | ----- | ----- | --------- | -------- |
| 1.    | Адам Нельсон              | 20,56 | —     | —     | 20,56     | Q        |
| 2.    | Андрій Міхневич (BLR)     | 20,38 | 20,48 | —     | 20,48     | Q        |
| 3.    | Павло Лижин (BLR)         | 20,36 | х     | х     | 20,36     | q        |
| 4.    | Юрій Білоног              | 19,93 | 20,16 | 19,57 | 20,16     | q        |
| 5.    | Рутгер Сміт               | 20,13 | х     | 19,97 | 20,13     | q        |
| 6.    | Іван Юшков (RUS)          | 20,02 | 19,83 | 20,00 | 20,02     | q        |
| 7.    | Петер Зак (GER)           | 19,76 | х     | 20,01 | 20,01     |          |
| 8.    | Доріан Скотт              | 19,54 | 19,94 | 19,71 | 19,94     |          |
| 9.    | Джастін Анлезарк          | 19,91 | 19,75 | х     | 19,91     |          |
| 10.   | Мануель Мартінес          | 19,62 | 19,45 | 19,81 | 19,81     |          |
| 11.   | Міран Водовнік            | 18,72 | х     | 19,81 | 19,81     |          |
| 12.   | Ів Ніарі                  | х     | х     | 19,73 | 19,73     |          |
| 13.   | Тааві Петре               | х     | х     | 19,57 | 19,57     |          |
| 14.   | Султан Абдулмаджид Алебші | х     | 18,67 | 19,51 | 19,51     |          |
| 15.   | Петро Стеглик             | х     | 19,41 | х     | 19,41     |          |
| 16.   | Медзад Мулабеговіч        | 19,11 | 19,35 | 18,88 | 19,35     |          |
| 17.   | Рейналдо Проенса          | 19,15 | 19,06 | 19,20 | 19,20     |          |
| 18.   | Іван Еміліану             | 18,64 | 18,27 | х     | 18,64     |          |
| 19.   | Яссер Фараго              | 18,37 | х     | 18,42 | 18,42     |          |
| 20.   | Марко Фортеш              | х     | х     | 18,05 | 18,05     |          |
| 21.   | Чжан Мінхуан              | 16,13 | 16,98 | 17,43 | 17,43     |          |
|       | Амін Нікфар               | х     | х     | х     | NM        |          |
|       | Алексіс Паумьєр           | х     | х     | х     | NM        |          |

### Фінал
| Місце | Спортсмен               | 1     | 2     | 3     | 4     | 5     | 6     | Результат | Примітки |
| ----- | ----------------------- | ----- | ----- | ----- | ----- | ----- | ----- | --------- | -------- |
| 1.    | Томаш Маєвський (POL)   | 20,80 | 20,47 | 21,21 | 21,51 | х     | 20,44 | 21,51     | PB       |
| 2.    | Крістіан Кентвелл (USA) | 20,39 | 20,98 | 20,88 | 20,86 | 20,69 | 21,09 | 21,09     |          |
| 3.    | Андрій Міхневич (BLR)   | 20,73 | 21,05 | х     | 20,78 | 20,57 | 20,93 | 21,05     |          |
| 4.    | Ділан Армстронг (CAN)   | 20,62 | 21,04 | х     | х     | 20,47 | х     | 21,04     | NR       |
| 5.    | Павло Лижин (BLR)       | 20,33 | 20,15 | 20,98 | 20,98 | 20,40 | х     | 20,98     | PB       |
| 6.    | Юрій Білоног            | 20,63 | х     | 20,53 | 20,46 | 20,31 | х     | 20,63     | SB       |
| 7.    | Різ Хоффа               | х     | 19,81 | 20,53 | 20,38 | х     | х     | 20,53     |          |
| 8.    | Павло Соф'їн            | 20,42 | х     | х     | х     | х     | х     | 20,42     |          |
| 9.    | Рутгер Сміт             | 20,41 | х     | 20,30 |       |       |       | 20,41     |          |
| 10.   | Юрій Бєлов              | 20,06 | х     | х     |       |       |       | 20,06     |          |
| 11.   | Іван Юшков (RUS)        | 19,67 | 19,55 | х     |       |       |       | 19,67     |          |
|       | Адам Нельсон            | х     | х     | х     |       |       |       | NM        |          |